# Start It Up (Shake It Up)
"Start It Up" es el episodio piloto de la serie de televisión estadounidense Shake It Up, se presenta con un concepto de baile, protagonizado por Bella Thorne y Zendaya. Como primer episodio de la serie, presenta a los personajes principales de la serie, y sigue a CeCe (Bella Thorne) y Rocky (Zendaya) son invitadas a hacer una audición para entrar a "Shake It Up Chicago", después de haber sido animadas por su mejores amigos Deuce (Adam Irigoyen) y Ty (Roshon Fegan). También en este episodio, aparece el hermano de Cece Flynn (Davis Cleveland) Flynn trata de vengarse de Rocky y cece por el desayuno que le hicieron.
El episodio se estrenó en Disney Channel el 7 de noviembre de 2010. Fue dirigido por Shelley Jensen y escrito por el creador de la serie Chris Thompson. El episodio cuenta con cuatro canciones originales grabadas, durante la serie. Fue visto por cerca de 6,2 millones de espectadores, convirtiéndose en la segunda serie de mayor estreno de Disney Channel ya que el estreno de la serie Hannah Montana  el 24 de marzo de 2006. El episodio también fue el séptimo más visto en la televisión por cable el episodio fue estrenado el domingo 7 de noviembre de 2010.

## Sinopsis
El episodio presenta a los personajes de CeCe Jones (Bella Thorne) y Rocky Blue (Zendaya). Aparecen en un grupo de personas que esperaban en una parada de metro, como CeCe y Rocky interpreta a su boombox y tratan de bailar por dinero. Le dan una dinámica interpretación, que pone a todos en el baile público también. Cuando han terminado, el rendimiento es recibido con aplausos, sin embargo, después de recibir el sombrero que pasaba por alrededor de la gente, Rocky ve que sólo han ganado un centavo. Después de decirle a la gente que necesitan dinero para teléfonos celulares, intenta pedir dinero de nuevo, y vuelve a pasar el sombrero una vez más para ver si la gente le dan dinero, al final sólo le devolvieron el sombrero sin el centavo que tenían. A continuación, las chicas se preparan para la escuela, y CeCe hace su ritual diario de gritar a su ventana del apartamento de Rocky, que vive en el piso de arriba, para prepararse para la escuela. Mientras se preparan para la escuela, "A Todo Ritmo, Chicago" aparece en la televisión, y las danzas a lo largo de CeCe a ella. La madre de CeCe, Georgia, un agente de policía entra en escena, junto con el hermano menor de CeCe, Flynn. Cuando las órdenes de Georgia CeCe para preparar el desayuno de Flynn, Rocky llega, corriendo CeCe para coger el metro para la escuela. En una carrera, el dúo de preparar un "desayuno de un minuto" para Flynn, mezclar el cereal en una batidora y ponerla en una bolsa. A medida que llegan a la escuela, CeCe, Rocky y su amigo Deuce , se introduce de contrabando ofreciéndoles Lady Gaga entradas para los conciertos. A continuación, les dice acerca de la oportunidad de escuchar en su programa favorito, "A Todo Ritmo, Chicago!". Después de la decisión de ir a las audiciones, sus rivales, Gunther y Tinka Hessenheffer, se presentó y le dicen a CeCe y Rocky sus planes de probar para el show también. Antes de ir a las audiciones, Rocky tiene un improvisado baile-off con su hermano, Ty. CeCe le anima a probar también, pero él dice que "no baila para el hombre." Tanto las chicas bien en sus audiciones preliminares, y Rocky brilla durante la ronda en solitario. Sin embargo, CeCe consigue el miedo escénico y termina corriendo fuera del escenario. Rocky encuentra llorando en la parada de metro, avergonzada y se refiere a sí misma como una perdedora. Cuando CeCe trae a colación la forma de Rocky es mejor y los nombres de todas sus buenas cualidades, las respuestas Rocky con cosas buenas acerca de CeCe. CeCe entonces acompaña a Rocky en "A Todo Ritmo, Chicago!" para apoyarla. Rocky a continuación, intenta conseguir que CeCe este en el escenario con ella, y cuando ella se niega, Rocky utiliza las esposas de Georgia para hacerla subir al escenario y bailan juntos. Después de que el segmento es más, el presentador del programa, Gary Wilde decide dejar CeCe unirse al espectáculo así. Tratar de abrir las esposas, Rocky se da cuenta de que las llaves se han ido. Flynn se llevó las llaves en represalia por el "desayuno de un minuto" se preparaban para él.

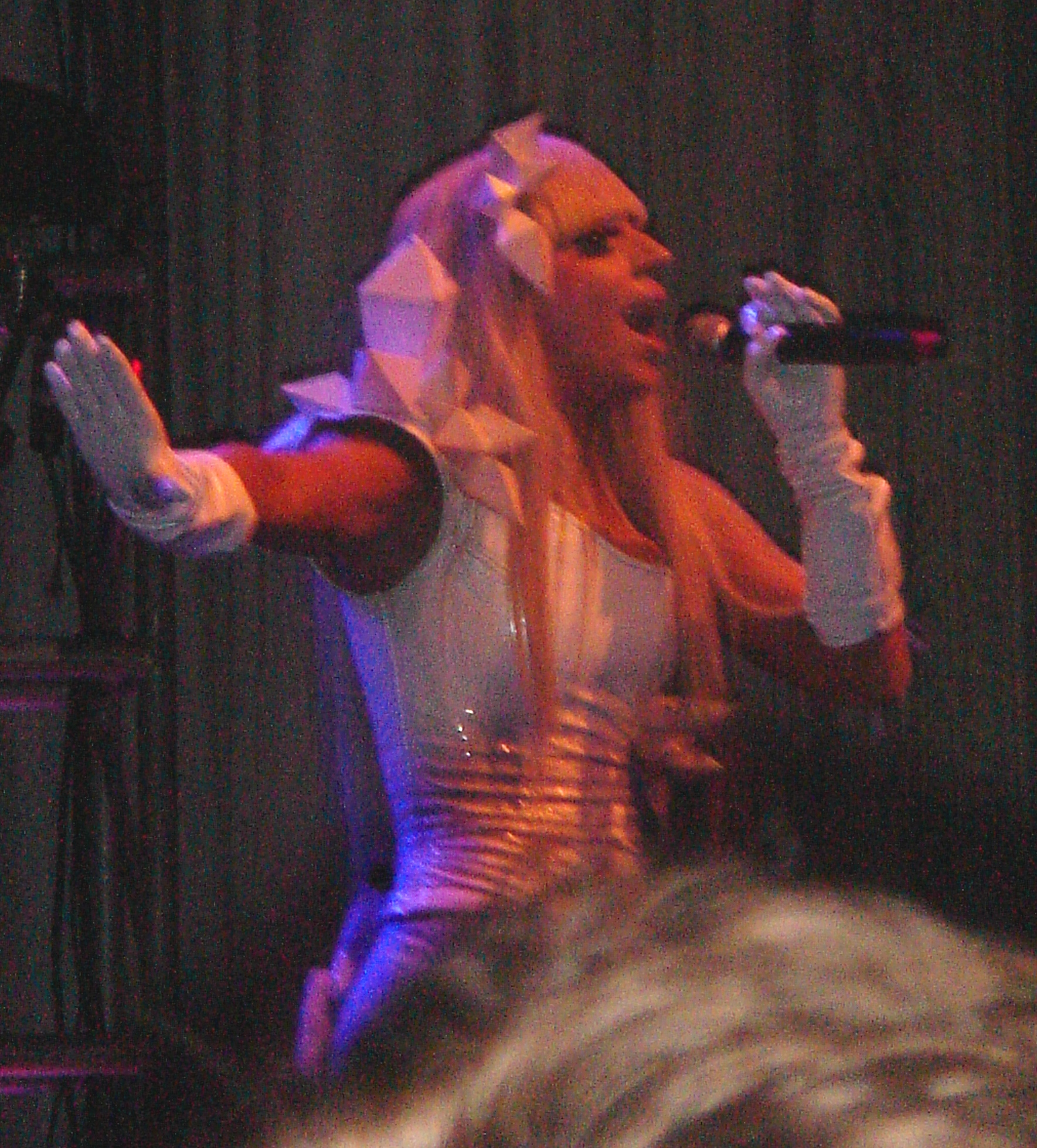
"Start It Up" es uno de los múltiples episodios de Shake It Up en los que hacen referencias a la cantante de Pop Lady Gaga.